# Mohnnudel

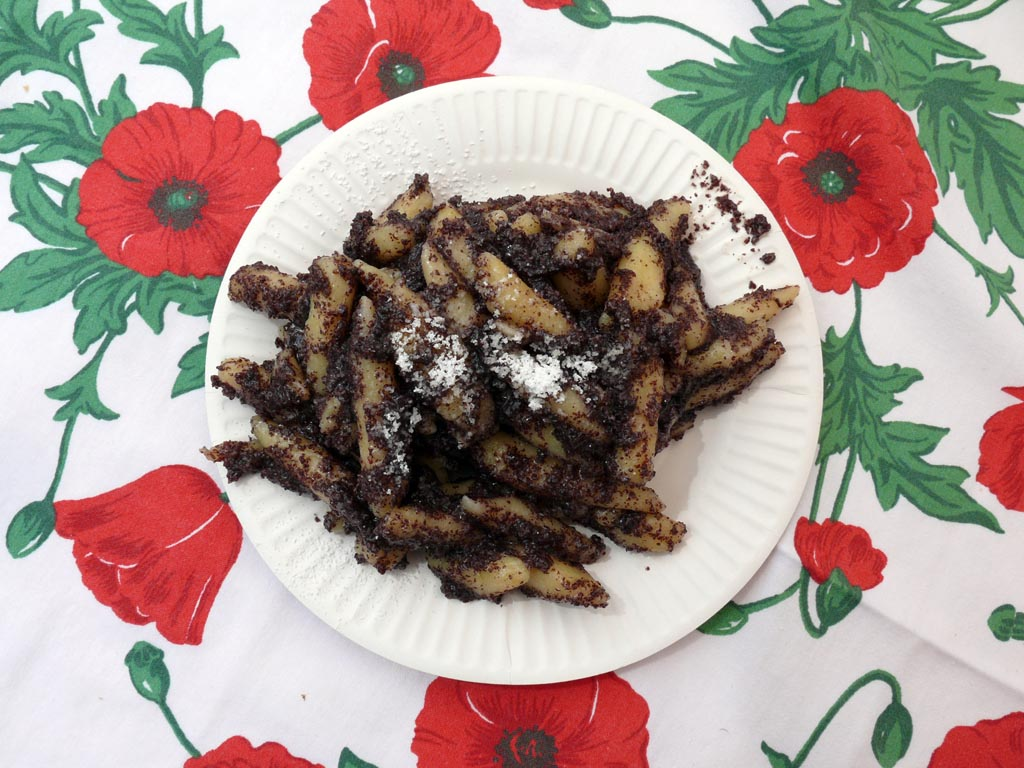
Mohnnudeln

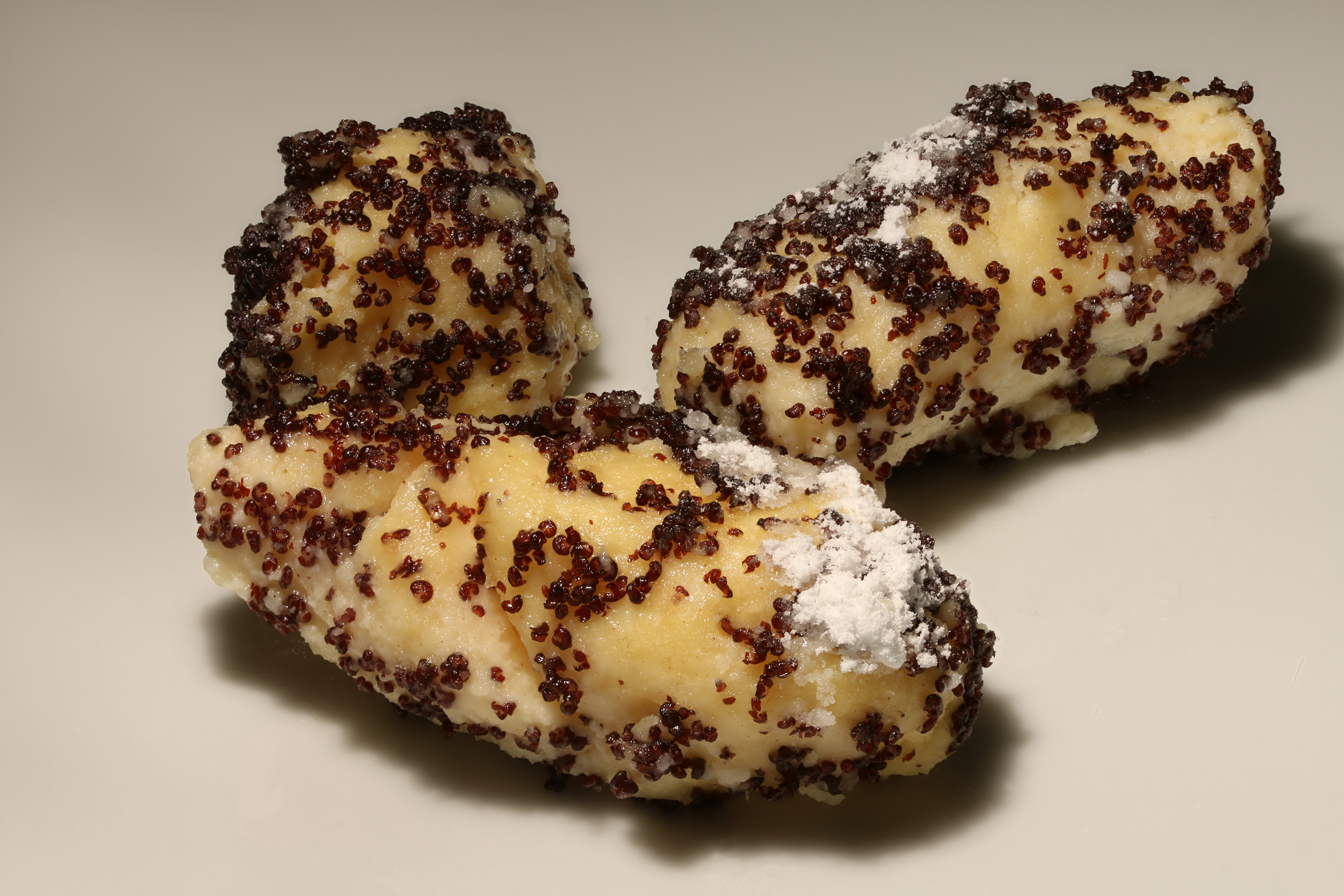
Mohnnudeln mit Staubzucker im Detail

Mohnnudeln sind eine Spezialität der österreichischen und böhmischen Küche (tschechisch: Bramborové šišky šlejšky, ähnlich sind Erdäpfelnockerl Škubánky)
Als Basis dienen Nudeln aus Kartoffelteig ähnlich der schwäbischen Schupfnudeln. Die Mohnnudeln werden jedoch zusätzlich in Butter und Mohn geschwenkt und mit Staubzucker bestäubt.